# Мухамеджанов, Закир Мухамеджанович
Заки́р (Зики́р) Мухамеджа́нович Мухамеджа́нов (узб. Zikir Muhammadjonov, Зикир Муҳаммаджонов; 1921—2012) — советский, узбекский актёр театра и кино. Народный артист СССР (1977). Лауреат Государственной премии СССР (1977). Герой Узбекистана (2003).

## Биография
Закир Мухамеджанов родился 1 января (по другим источникам — 14 августа) 1921 года  в Ташкенте (ныне Узбекистан).
Играл на сцене школьного самодеятельного театра, где исполнял все главные роли.
С 1938 года — актёр Государственного узбекского театра драмы им. Хамзы (с 2001 — Узбекский национальный академический драматический театр). В театре работал до последних дней. Сыграл свыше трехсот ролей, в том числе Мирзо Улугбека, Абу Райхан Беруни, Алишера Навои, Хусейна Байкаро, Амира Темура.
Начать учёбу помешала война, в годы которой (1941—1943) работал на авиационном заводе, где освоил слесарное дело.
В 1949 году окончил Ташкентский государственный институт театрального искусства им. А. Н. Островского (ныне Государственный институт искусств и культуры Узбекистана). Днём учился, вечером работал в театре.
С 1956 года работал в кино, снявшись в более чем 40 фильмах. На киностудии «Узбекфильм» озвучил большое количество фильмов.
Член Союза кинематографистов Узбекской ССР.
Непродолжительное время преподавал в Ташкентском государственном театрально-художественном институте им. А. Н. Островского.
Написал несколько книг об известных артистах.
Член ВКП(б) с 1951 года. Депутат Верховного Совета Узбекской ССР 10-го созыва.
Скончался 23 августа 2012 года в Ташкенте. Похоронен на Чигатайском кладбище

### Семья
Со своей женой прожил вместе 70 лет. Имеет пятеро сыновей, дочь Феруза (погибла), 17 внуков.

## Звания и награды
- Герой Узбекистана (2003)[8][9]
- Заслуженный артист Узбекской ССР (1956)[10]
- Народный артист Узбекской ССР
- Народный артист СССР (1977)
- Государственная премия СССР (1977) — за исполнение роли Ленина в спектакле «Заря революции» К. Яшена
- Государственная премия Узбекской ССР имени Хамзы (1989) — за театральную работу[11]
- Орден Ленина (1986)
- Два ордена Трудового Красного Знамени (1970, 1975)
- Орден «Дустлик» (Узбекистан) (1994)[12]
- Орден «За выдающиеся заслуги» (Узбекистан) (1998)[13]
- Медаль «За трудовое отличие» (1959)[14].
- Медали
- Почётная грамота Республики Узбекистан (1991)[15]
- Вторая премия (дополнительная) III-го Всесоюзного кинофестиваля — за мужскую роль в фильме «Генерал Рахимов» (Ленинград, 1968).

## Творчество

### Роли в театре
- «Джалалиддин» М. Шейхзаде — Темур Малик
- «Фуркат» Авезова и Т. Ходжаева — Фуркат
- «Хамза» К. Яшена и А. Умари — Хамза
- «Коварство и любовь» Ф. Шиллера — Фердинанд
- «Шестое июля» М. Ф. Шатрова — Ленин
- «Путеводная звезда» К. Яшена — Аваз
- «Заря революции» К. Яшена — Ленин
- «Девятый вал» А. В. Софронова — Брежнев
- «Я верю в Чили» В. М. Чичкова — Сальвадор Альенде
- «Генерал Рахимов» К. Яшена — Генерал Рахимов
- «Гамлет» У. Шекспира — Горацио, Лаэрт
- «На всякого мудреца довольно простоты» А. Н. Островского — Крутицкий
- «Дядя и племянники» Р. Н. Бабаджана — Джура
- «Люди с верой» И. Султана — Ариф
- «Сомнение» Уйгуна — Кучкар
- «Мирза Улугбек» М. Шейхзаде — Абдуллатиф
- «Без вины виноватые» А. Н. Островского — Миловэоров
- «Гроза» А. Н. Островского — Борис
- «Разбойники» Ф. Шиллер — Роллер
- «Семья» И. Ф. Попова — Александр Ульянов

### Роли в кино
- 1956 — Священная кровь — Салим
- 1959 — Второе цветение — Атабаев
- 1961 — Птичка-невеличка — Исмаилджан
- 1965 — Одержимый — Максуд
- 1966 — Поэма двух сердец — мастер
- 1966 — Тайна пещеры Каниюта — Батыр Каримов
- 1967 — Войди в мой дом — редактор
- 1967 — Генерал Рахимов — Сабир Рахимов
- 1968 — Дилором — шах Бахрам
- 1968 — Красные пески — командир
- 1968 — Сыны Отечества — мулла Батыров
- 1969 — Влюбленные — Мавлянов
- 1969 — Завещание старого мастера — Саттар
- 1970 — Гибель Чёрного консула — Мирзо Рахматулло
- 1970 — Дороги бывают разные — Садык
- 1970 — Под палящим солнцем — эпизод
- 1971 — Горячие тропы — секретарь райкома
- 1971 — Здесь проходит граница — Джалилов, секретарь райкома
- 1972 — Возраст тревог — отец Анвара
- 1972 — Это сладкое слово — свобода! — следователь
- 1973 — Гулька
- 1973 — Испорченный праздник (в киноальманахе Поклонник) — эпизод
- 1973 — Чинара — Бектемир, бригадир
- 1975 — Эти бесстрашные ребята на гоночных автомобилях — Уйгунов-отец
- 1975 — Это было в Межгорье
- 1975 — Преодолей себя — Шукур Каримович
- 1976 — Далёкие близкие годы — Джунаид-хан
- 1976 — Четыре времени года — дедушка
- 1977 — Это было в Коканде — Ахмедов
- 1977 — Озорник — заступник озорника Карабая
- 1978 — Человек меняет кожу — Ходжияров, Кривой Исо
- 1979 — Приключения Али-Бабы и сорока разбойников — Юсуф, отец Али-Бабы
- 1980 — Девушка из легенды — дядя Майны
- 1980 — Служа Отечеству — Айюбхан, посол
- 1981 — Золотое руно — Бурханов, дед Зухры
- 1981 — По следу резвого коня — эпизод
- 1983 — Пробуждение — Мавлян
- 1983 — Уроки на завтра — Гулям
- 1984 — Легенда о любви — Исмаилбек, отец Иззата
- 1984 — Огненные дороги (фильм «Моя республика») — писатель Шавкат
- 1986 — Охота на дракона — Хуан
- 1988 — Заповедный холм — писатель Салиджан Нартаев
- 1989 — Шок — эпизод
- 1990 — Динозавры XX века — Карим-ата, отец Фархада
- 1995 — Зов предков: Согдиана — Навимах
- 1998 — Маленький лекарь — дедушка
- 1998 — Шайтанат — царство бесов — Исмаилбей
- 1999 — Оратор
- 2002 — Танец мужчин — дедушка
- 2003 — Великан и коротышка
- 2005 — Приезжий жених — Абдувасыл
- 2006 — Мама — главная роль